# فتحي يكن
فتحي محمد عناية المعروف بفتحي يكن نسبة إلى جده لأبيه و«يكن» تعني ابن أخت السلطان (9 فبراير 1933 - 13 يونيو 2009)، نائب سابق في البرلمان، سياسي وعالم دين سني لبناني ورئيس جبهة العمل الإسلامي في لبنان والأمين العام السابق للجماعة الإسلامية في لبنان.
توفي الداعية فتحي يكن اثر عارض صحي مفاجئ تأثر به على خلفية خسارة الساحقة بالانتخابات النيابية اللبنانية في سنة 2009 على عكس طموحه فانه كان يؤكد فوزه خصيصا بعد تحالفه القوي مع حزب الله وقوى 8 آذار الموالية لنظام بشار الاسد 
لكن المنية كانت اقرب له من تحقيق اي شيء من طموحه وكان ايمانه بالقضاء والقدر ضعيف فلم بتقبل الهزيمة.. 

## حياته
ولد في طرابلس بلبنان، وتعود أصول عائلته إلى تركيا، فوالده محمد عناية ووالدته عائشة، وهو متزوج من منى حداد. حائز على دكتوراه في الدراسات الإسلامية واللغة العربية.
أسس مع زوجته جامعة إسلامية خاصة وهي جامعة الجنان في طرابلس، وهي من القليلات بين نساء الحركة اللاتي عِرفن بجهدهن الفكري والدعوي. وله أربع بنات وولد. توفي عصر السبت يوم 20 جمادى الثانية عام 1430 هـ الساعة الرابعة والدقيقة ال45 عن عمر يناهز 76 عام في مستشفى أوتيل ديو الذي نُقل إليه قبل وفاته بأيام إثر إصابته بأزمة صحية.

## مسيرته
انخرط في العمل الإسلامي في لبنان منذ خمسينيات القرن العشرين، وكان من الرعيل الأول بين مؤسسي الحركة الإسلامية في لبنان والتي نشأت في عقد الخمسينيات متأثرة بجهود الإخوان السوريين وعلى رأسهم الشيخ مصطفى السباعي. أصبح بين 1962 و1992 أميناً عاماً للجماعة الإسلامية وهي فرع الإخوان المسلمين في لبنان. انتخب كعضو في مجلس النواب سنة 1992 و أسّس جبهة العمل الإسلامي مع المحافظة على عضويته في الجماعة الإسلامية. تولّى مبادرة سياسية للخروج من أزمة السلطة القائمة بين الحكومة اللبنانية برئاسة فؤاد السنيورة وحلفائها و المعارضة بقيادة حسن نصر الله وميشال عون ونبيه بري، و أمَّ المصلين وخطب الجمعة في أكبر تجمع للمعارضة يوم الجمعة 8 ديسمبر 2006 في ساحة رياض الصلح في بيروت.
تظهر مؤلفاته ميلاً لكتابات سيد قطب، على الرغم من أن أدائه السياسي يوصف بالمعتدل. وحظي باحترام الوسطين الإسلامي والسياسي اللبناني والدولي بشكل عام، كما يُعد يكن من الشخصيات الداعية إلى التقريب بين أهل السنة والشيعة، حيث سجّلت بعض المصادر مواقف له في هذا الصدد، أبرزها إمامته لجموع المصلين الشيعة والسنة في بيروت أواخر سنة 2006 ..

## مؤلفاته
أصدر عدة مؤلفات، تُرجم معظمها لعدد من لغات العالم، وتزيد على 35 مؤلفاً ومن أبرزها:
- مشكلات الدعوة والداعية.
- كيف ندعو إلى الإسلام؟
- نحو حركة إسلامية عالمية واحدة.
- الموسوعة الحركية (جزءان).
- ماذا يعني انتمائي للإسلام؟
- حركات ومذاهب في ميزان الإسلام.
- الاستيعاب في حياة الدعوة والدعاة.
- نحو صحوة إسلامية في مستوى العصر.
- المناهج التغييرية الإسلامية خلال القرن العشرين.
- الإسلام فكرة وحركة وانقلاب.
- الشباب والتغيير.
- المتساقطون على طريق الدعوة.
- أبجديات التصور الحركي للعمل الإسلامي.
- قطوف شائكة من حقل التجارب الإسلامية.
- العالم الإسلامي والمكائد الدولية خلال القرن الرابع عشر الهجري.
- ليت قومي يعلمون(طبع مباشرة بعد وفاته)
- أشرف على رسالة ماجستير الباحث الجزائري :بدر الدين زواقة -برهان- بعنوان :نظرية الرأي العام وتطبيقاتها في الفكر الإسلامي بقسم الإعلام جامعة الجنان - بتقدير ممتاز -، وهي الرسالة الوحيدة التي أشرف عليها.

## طالع أيضًا
- د.فيصل مولوي
- مخلف بن دهام الشمري.
- بدر الدين زواقة

## وصلات خارجية
- موقع شبكة الدعوة - موقع الدكتور فتحي يكن
- مرجع شبكة إسلام أون لاين
- أول مستشار للجماعة الإسلامية بلبنان: فتحي يكن، المعرفة، ملفات خاصة 2002م، الجزيرة نت
- فتحي يكن.. التاريخ والحاضر ج1، برنامج زيارة خاصة، قناة الجزيرة، 17 مارس 2006م
- فتحي يكن.. النظام السوري والإخوان ج2، برنامج زيارة خاصة، قناة الجزيرة، 24 مارس 2007م
- صفحته علي موقع طريق الإسلام
- مقربون أشاروا إلى حالة موت سريري: تضارب حول «الحالة الصحية» للداعية الإسلامي فتحي يكن بلبنان، العربية نت، 13 يونيو 2009م
- برنامج مرجعات مع الدكتور فتحي يكن، قناة الحوار: الحلقة1 على يوتيوب- الحلقة2 على يوتيوب- الحلقة3 والأخيرة على يوتيوب